# Clareville Grove Demos
Clareville Grove Demos is een boxset van de Britse muzikant David Bowie, uitgebracht op 17 mei 2019. Het album bevat drie 7"-grammofoonplaten met zes nummers die in het voorjaar van 1969 werden opgenomen door Bowie en zijn vriend John Hutchinson. Alle nummers op het album zijn mono-opnames van demo's van deze nummers. Op 15 november 2019 werden alle nummers opnieuw uitgebracht op de boxset Conversation Piece.

## Achtergrond
Clareville Grove Demos werd, net als de voorganger Spying Through a Keyhole, uitgebracht ter gelegenheid van de vijftigste verjaardag van Bowie's tweede album David Bowie uit 1969. Twee van de zes demo's, "Space Oddity" en "An Occasional Dream", waren in 2009 al uitgebracht op de heruitgave ter gelegenheid van de veertigste verjaardag van dit album.

## Nummers
- Alle nummers geschreven door Bowie, met uitzondering van "Life Is a Circus", geschreven door Roger Bunn.

1. "Space Oddity" - 5:12
2. "Lover to the Dawn" - 3:48
3. "Ching-a-Ling" - 2:59
4. "An Occasional Dream" - 2:49
5. "Let Me Sleep Beside You" - 2:59
6. "Life Is a Circus" - 4:45